# السلطة الخامسة (برنامج تلفزيوني)
السلطة الخامسة هو برنامج تلفزيوني تفاعلي يعرض على قناة تلفزيون صوت ألمانيا  الناطقة باللغة العربية. قدمه المذيع المصري الشهير يسري فودة منذ إنشائه سنة 2016 لغاية 2018. يتناول البرنامج بالأساس القضايا الساخنة الدولية و المطروحة بشكل تفاعلي بالإضافة إلى مشاركات الجمهور و تفاعله حول أهم المواضيع الموجودة على الساحة الدولية.

## مواضيع ذات صلة
- يسري فودة
- تلفزيون صوت ألمانيا